# J.P. Macura
Jonathan Paul Macura, detto J.P. (Lakeville, 5 giugno 1995), è un cestista statunitense.

## Statistiche

### College
| Anno      | Squadra           | PG  | PT | MP   | TC%  | 3P%  | TL%  | RP  | AP  | PRP | SP  | PP   |
| --------- | ----------------- | --- | -- | ---- | ---- | ---- | ---- | --- | --- | --- | --- | ---- |
| 2014-2015 | Xavier Musketeers | 35  | 3  | 13,2 | 41,3 | 33,7 | 76,2 | 1,2 | 0,6 | 0,7 | 0,1 | 5,4  |
| 2015-2016 | Xavier Musketeers | 34  | 4  | 22,7 | 47,0 | 35,6 | 80,7 | 2,6 | 2,0 | 1,1 | 0,0 | 9,4  |
| 2016-2017 | Xavier Musketeers | 38  | 38 | 33,5 | 42,6 | 34,0 | 78,5 | 4,4 | 2,9 | 1,4 | 0,2 | 14,4 |
| 2017-2018 | Xavier Musketeers | 34  | 34 | 29,7 | 47,9 | 37,7 | 82,1 | 4,5 | 2,9 | 1,4 | 0,4 | 12,9 |
| Carriera  | Carriera          | 141 | 79 | 25,0 | 44,8 | 35,2 | 79,8 | 3,2 | 2,1 | 1,2 | 0,2 | 10,6 |

### G League
| Anno      | Squadra       | PG | PT | MP   | TC%  | 3P%  | TL%  | RP  | AP  | PRP | SP  | PP   |
| --------- | ------------- | -- | -- | ---- | ---- | ---- | ---- | --- | --- | --- | --- | ---- |
| 2018-2019 | Greens. Swarm | 30 | 28 | 27,9 | 46,0 | 36,8 | 78,3 | 3,8 | 2,7 | 1,4 | 0,1 | 16,4 |
| 2019-2020 | Canton Charge | 39 | 33 | 28,9 | 48,6 | 34,5 | 70,8 | 4,3 | 2,1 | 2,4 | 0,4 | 14,2 |
| Carriera  | Carriera      | 69 | 61 | 28,5 | 47,4 | 35,5 | 75,7 | 4,1 | 2,4 | 1,9 | 0,2 | 15,2 |